# John Perceval
John Perceval AO (* 1. Februar 1923 in Bruce Rock; † 15. Oktober 2000 in Melbourne) war ein australischer Maler und Keramiker.

## Leben

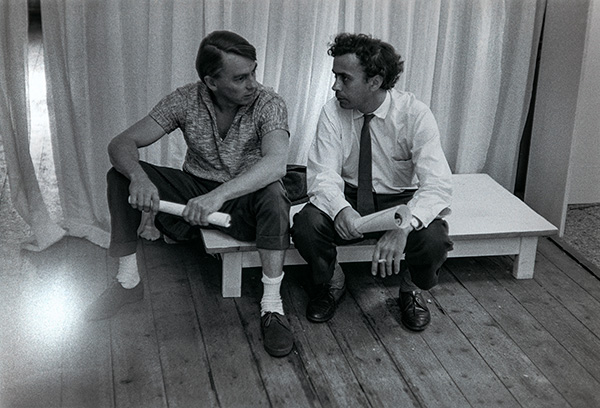
John Perceval (links) im Gespräch mit Laurence Hope bei der Eröffnung der Mirka-Mora-Ausstellung im Museum of Modern Art Australia in Melbourne, 1961.

John Perceval wurde 1923 als Linwood Robert Steven South in Bruce Rock in Westaustralien geboren. Sein Vater, Robert South, war ein Weizenfarmer, der für seine harte Arbeit und seinen Jähzorn bekannt war. Die Ehe seiner Eltern war nur von kurzer Dauer. Seine Mutter, eine geborene Dorothy Dolton, verließ ihn, als der Junge gerade 18 Monate alt war. Seine ältere Schwester blieb bei ihrem Vater, bis ihre Mutter 1934 William de Burgh Perceval in Melbourne heiratete. John Perceval nahm den Namen seines Stiefvaters an und besuchte die Trinity Grammar School.
Im Alter von 15 Jahren erkrankte John Perceval an Polio (Kinderlähmung). Er begann während seines Aufenthalts in einer Rehabilitationsklinik, Kopien von Picasso, van Gogh und Modigliani anzufertigen. 1939 erfolgte ein Umzug nach Ballarat. Er lernte die Künstler der neu gegründeten Contemporary Art Society in Melbourne kennen und kam über sie in den Kreis der Künstler und Schriftsteller um John und Sunday Reed in Heide Park. Im Jahr 1941 meldete er sich freiwillig zum Wehrdienst und arbeitete in der Folge als technischer Zeichner. Seine Entlassung aus der Armee
erfolgte im Jahr 1942.

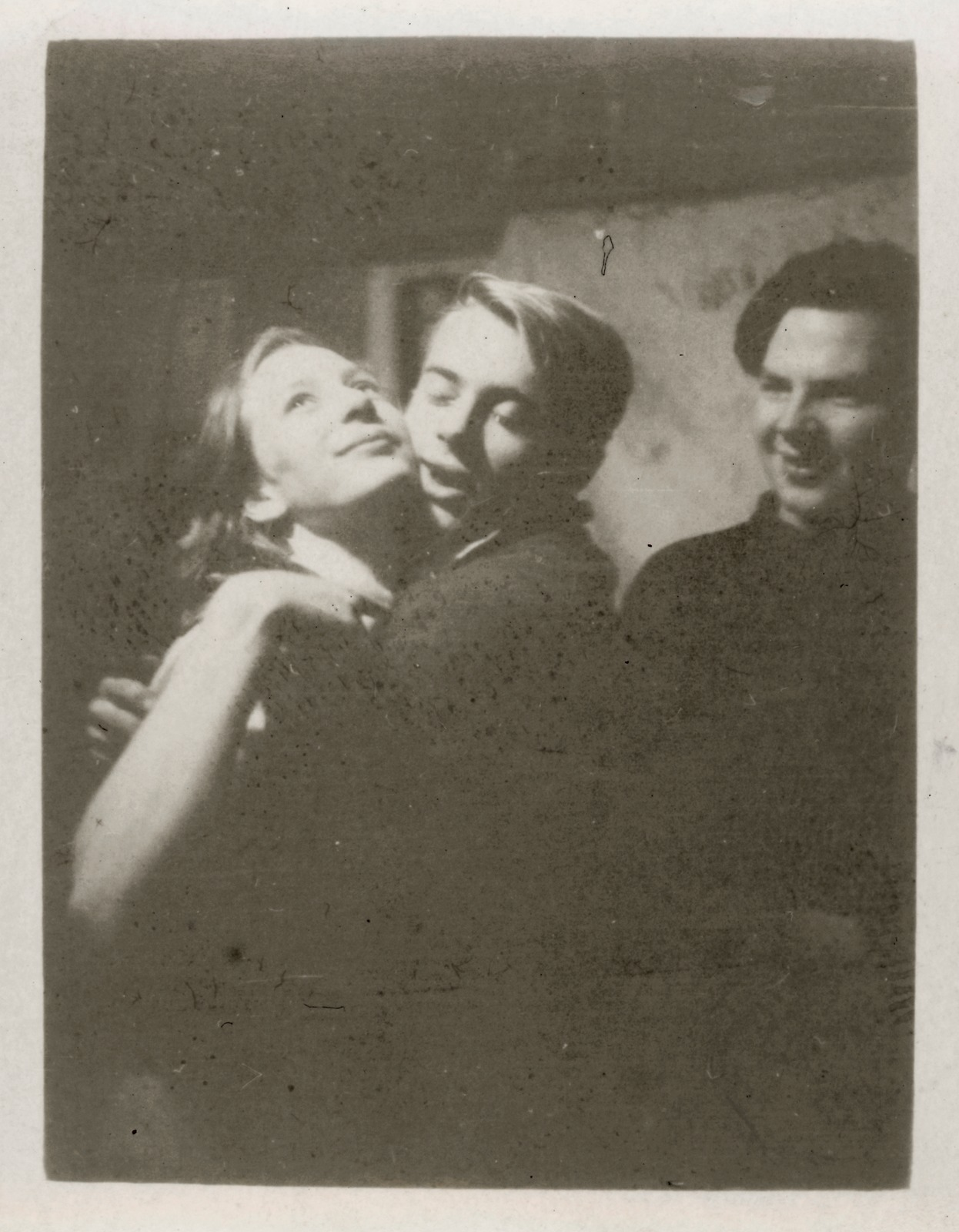
Mary Boyd, John Perceval und Arthur Boyd in Arthurs Atelier im Juni 1943.

Im Jahr 1943 besuchte er Kunstkurse der Commercial Artists Association in Melbourne, welche von Arthur Boyd, Albert Tucker und Noel Counihan gegeben wurden. Des Weiteren wurde ihm ein wöchentliches Stipendium von den Kunstmäzenen John und Sunday Reed gewährt. John Perceval heiratete 1944 Arthurs jüngste Schwester Mary Boyd, die Keramikerin, Fotografin und ebenfalls Malerin war. Ihre vier Kinder gemeinsamen Kinder, Matthew (geb. 1945), Tessa (geb. 1947), Celia (geb. 1949) und Alice (geb. 1957), wurden später ebenfalls alle Künstler.
Zusammen mit Arthur Boyd und Neil Douglas arbeitete John Perceval in der Töpferei von Murrumbeena und stellte verzierte Töpfe und Schalen her. Seine Gemälde aus dieser Zeit zeigen einen starken Einfluss der Arbeiten von Arthur Boyd.
Die Familie Perceval lebte in Williamstown, dem alten Marinehafen an der Mündung des Yarra River, und der geschäftige Hafen wurde zu einem seiner Motive. Die Stadt Melbourne diente ihm als Hintergrund für eine Krippe, die er in einem Stil malte, der Breughel zitierte. Seine Kinder Matthew, Tessa, Celia und Alice tauchen immer wieder in seinem Werk auf. Besonders deutlich wird dies in seiner Serie von Keramikengeln, die zwischen 1957 und 1962 entstanden.
1959 wurde John Perceval von Bernard Smith überredet, zusammen mit seinen Schwägern Arthur und David Boyd, John Brack, Robert Dickerson, Charles Blackman und Clifton Pugh die Gruppe Antipodeans zu gründen, welche die menschliche Figur als Gegenpol zur aufkommenden abstrakten Kunst feierte. Seine eigene Malerei konzentrierte sich jedoch auf Landschaften, wobei er mehr und mehr von Vincent van Gogh als von irgendeinem anderen Künstler inspiriert wurde.
1963 zog John Perceval nach England. Er hatte Einzelausstellungen in London und bereiste Europa. 1965 kehrte er nach Australien zurück, um das erste Creative Fellowship der Australian National University anzunehmen. Die große Retrospektive wurde 1966 in der Albert Hall in Canberra gezeigt und 1971 erschien die Monographie von Margaret Plant.
Percevals schlechtes Erinnerungsvermögen, sein Alkoholismus (er wurde deswegen 1965 in eine Klinik eingewiesen) und seine lange Zeit unerkannte psychiatrische Erkrankung machten seiner Familie das Leben schwer; seine Ehe mit Mary Boyd wurde Anfang der 1970er Jahre geschieden. Mary heiratete später (1977) den australischen Maler Sidney Nolan.
1972 heiratete John Perceval Anne Hall. 1981 wurde diese Ehe geschieden. 1977 wies sich Perceval selbst in die psychiatrische Klinik Larundel in Melbourne ein, wo bei ihm Schizophrenie diagnostiziert wurde. Dort blieb er bis 1986.
John Perceval setzte seine künstlerische Arbeit bis zu seinem Tod im Jahr 2000 fort. Er starb am 15. Oktober 2000 und wurde auf dem Brighton General Cemetery beigesetzt.

## Werk
John Perceval hatte keine akademische Ausbildung als Künstler. Nachdem er im Alter von 15 Jahren an Kinderlähmung erkrankte, konzentrierte er sich auf das Malen und Zeichnen. Er lernte die Familie Boyd und den Kreis der Angry Penguins im Heide Park kennen, die den größten Einfluss auf seinen sich entwickelnden Stil hatten. John Perceval arbeitete eng mit seinem Schwager Arthur Boyd und der Familie Boyd zusammen. Percevals Arbeiten erregten Aufmerksamkeit in den ersten Ausstellungen der Contemporary Art Society, wo sein frühes Talent in surrealistisch anmutenden Bildern zum Ausdruck kam. Nach dem Krieg gab er die Malerei für einige Jahre auf und widmete sich der Wiederbelebung der Töpferei der Familie Boyd in Murrumbeena, Victoria.
Seine Keramikengel wurden 1958 mit großem Erfolg im Museum of Modern Art in Melbourne ausgestellt. Seine Rückkehr zur Malerei und zum Zeichnen war gekennzeichnet durch eine Flut schneller, spontaner Zeichnungen im dekorativen Stenogrammstil. Wie die Zeichnungen waren auch seine neuen Gemälde sehr individuell – Bilder von Busch- und Küstenlandschaften, Schiffen und Möwen, Figuren, die sich in einem Dickicht aus bunten Pigmenten verlieren, die mit runden, wirbelnden Pinselstrichen und dicken Kugeln aufgetragen werden.